# Kanzel (Kaisheim)

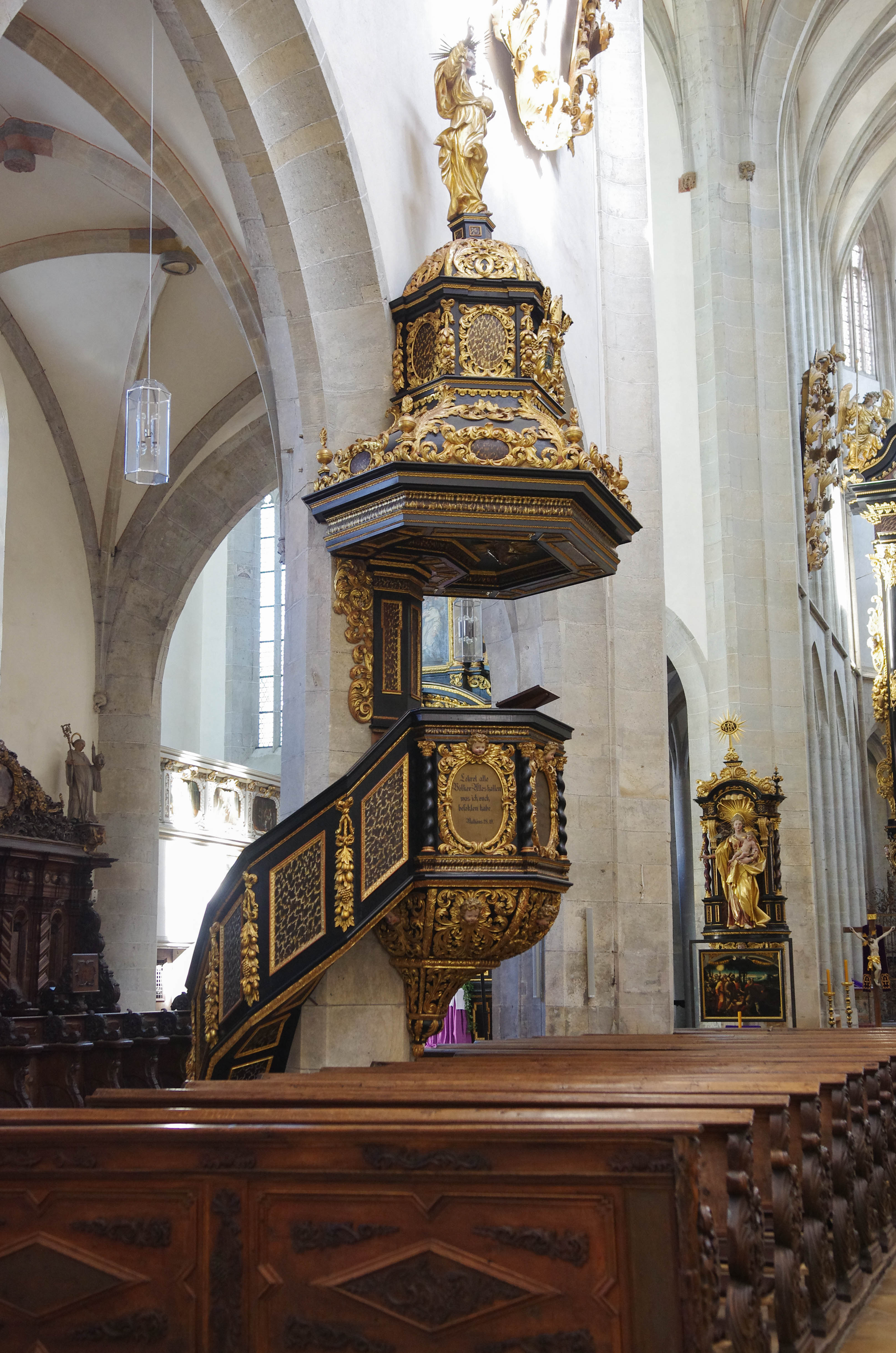
Kanzel in Kaisheim

Die Kanzel in der katholischen Pfarrkirche Mariä Himmelfahrt in Kaisheim, einer Gemeinde im Landkreis Donau-Ries im bayerischen Regierungsbezirk Schwaben, wurde 1699 geschaffen. Die Kanzel ist ein Teil der als Baudenkmal geschützten Kirchenausstattung.
Die hölzerne Kanzel im Stil des Barocks besitzt einen polygonalen Kanzelkorb mit Akanthusdekor, Engelsköpfen und gedrehten Säulen. Die Felder waren ursprünglich für Bilder der vier Evangelisten bestimmt.
Der sechseckige Schalldeckel mit Gesims trägt eine Laterne mit Zwiebelkuppe, auf der eine Schnitzfigur des Salvator mundi steht.
An der Kanzeltreppe und der Laterne trennen Fruchtgehänge die Felder.